# Cartel
Un cartel presupune o înțelegere între firme sau organizații profesionale, care au ca scop fixarea prețurilor, stabilirea nivelului producției, împărțirea pieței sau trucarea licitațiilor.